# República Catalana (1641)
La República Catalana (en catalán: República Catalana) fue proclamada el 16 de enero de 1641 por la Junta General de Brazos de Cataluña con el objetivo de poner al principado de Cataluña bajo la protección del rey de Francia.
Durante la sublevación de Cataluña, que comenzó en 1640 y se incluye como parte de guerra franco-española, la Junta de Brazos aceptó la proposición de Pau Claris, presidente de la Diputación del General del Principado de Cataluña, para asegurarse la protección del rey de Francia. Días después, el 23 de enero, ante la victoria del ejército del rey Felipe IV de España dirigido por el marqués de los Vélez en la batalla de Martorell, y amenazada Barcelona, Pau Claris presentó una nueva proposición a la Junta de Brazos para aceptar al rey Luis XIII de Francia como nuevo soberano, esto es, como conde de Barcelona, Rosellón y Cerdeña, que fue nuevamente aceptada; poniendo así el Principado de Cataluña bajo soberanía francesa.

## Contexto y transcurso de los hechos

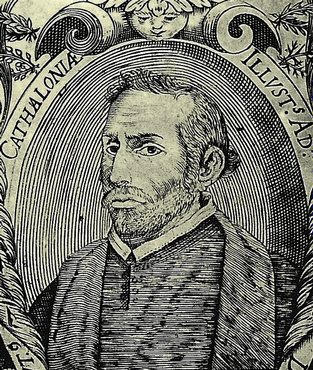
Pau Claris, presidente de la Diputación del General del Principado de Cataluña (1638-41).

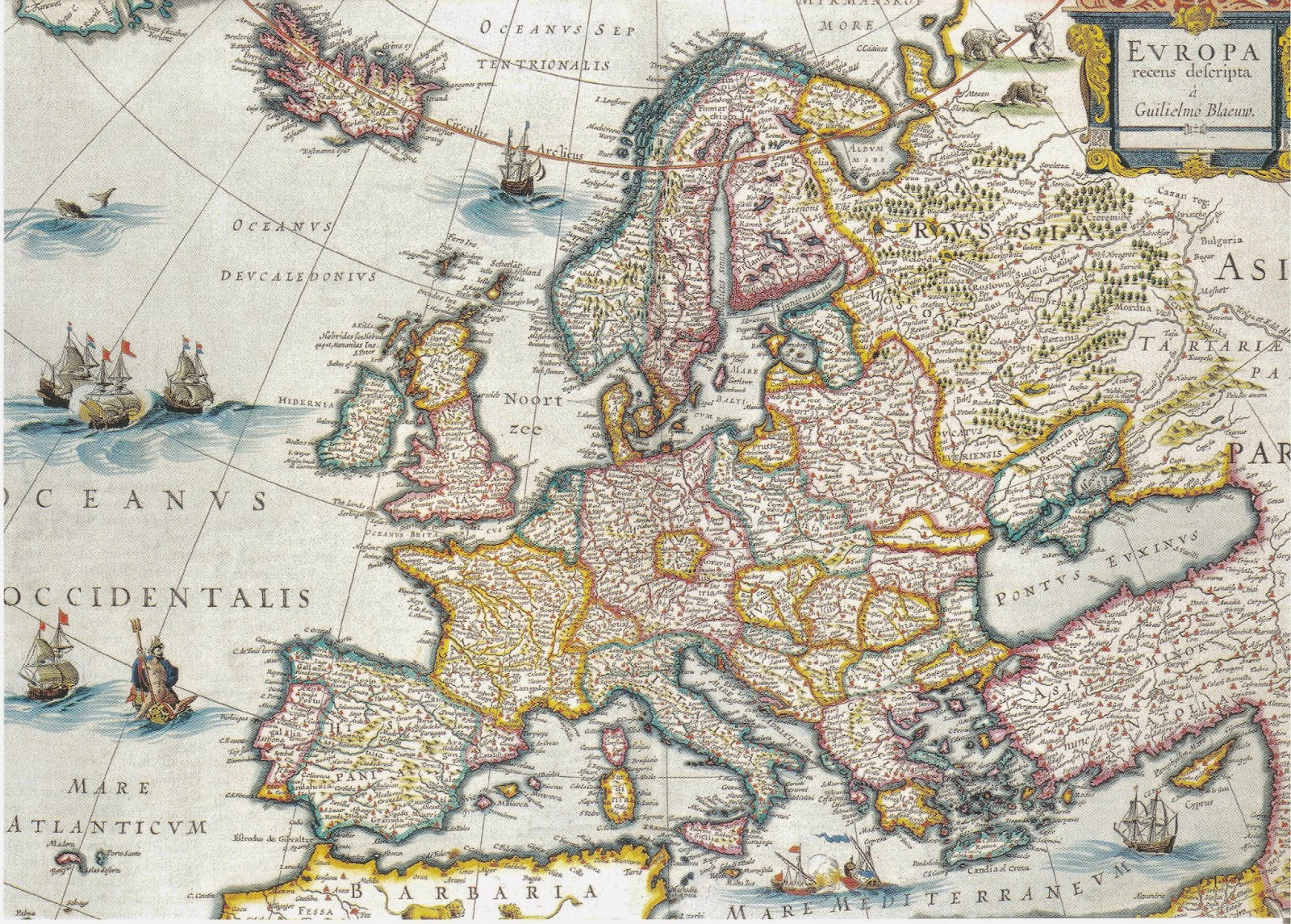
Mapa de Europa del año 1640, creado por Joan Blaeu.

La disconformidad de Cataluña con la Unión de Armas, por el que todos los "Reinos, Estados y Señoríos" de la Monarquía Hispánica contribuirían en hombres y en dinero a su defensa, en proporción a su población y a su riqueza, desembocó dentro de la guerra franco-española en la Sublevación de Cataluña.
La Junta de Brazos, esto es, los estamentos de las Cortes sin el rey, buscó apoyo en Francia y Bernard du Plessis-Besançon fue designado plenipotenciaro del rey de Francia el 29 de agosto de 1640. El 27 de octubre se llegó finalmente a un acuerdo con Du Plessis-Besançon para obtener suministros frente al ejército del rey de España dirigido por Pedro Fajardo, marqués de los Vélez.
Con la victoria del ejército del marqués de los Vélez en Tarragona el 23 de diciembre, este prosiguió su avance hacia Barcelona, y por su parte el ejército francés de d'Espenan procedió a abandonar Cataluña con dirección a Francia a comienzos de enero de 1641. Las negociaciones con los franceses se intensificaron, el día 3 de enero una delegación de tres catalanes se entrevistó con el Cardenal Richelieu que les aseguró protección si fueran una república como Génova. En este sentido, el día 14 de enero du Plessis-Besançon se presentó en la residencia del presidente de la Diputación del General del Principado de Cataluña, Pau Claris, para seguir conferenciado.
De esta negociación resultó que el día 16 de enero, Pau Claris presentó una propuesta ante la Junta de Brazos por la que el rey de Francia aceptaba poner a Cataluña bajo su protección si Cataluña cambiaba su gobierno a República. La Junta de Brazos aceptó la protección, lo que implicaba la aceptación de la república, no obstante, en ningún momento ni la Junta de Brazos ni el Consejo de Ciento, al día siguiente, hicieron proclamación explícita alguna de la República, que se puede entender como una solución transitoria para forzar un acuerdo con el gobierno de Madrid o la previsión de la imposibilidad de organizar esa república.
La ofensiva del marqués de los Vélez prosiguió con la victoria en la batalla de Martorell entre los días 20 y 23 de enero, lo que dejaba expedito el camino del ejército de Felipe IV hacia Barcelona, y du Plessis-Besançon logró convencer a las autoridades catalanas en que la ayuda que necesitaban solo podían obtenerla de Francia si reconocían a Luis XIII como soberano. Así pues, el 23 de enero Pau Claris transmitió esta proposición a la Junta de Brazos, que fue aceptada, el Consejo de Ciento lo hizo al día siguiente, y el rey de Francia Luis XIII pasó a ser el nuevo conde de Barcelona. Tanto la Junta de Brazos como el Consejo de Ciento acordaron establecer una Junta de Guerra, que no fuera responsable ante ambos organismos y presidida por el conseller en cap Joan Pere Fontanella.
Días después, el 26 de enero, se libró la batalla de Montjuic contra el ejército de Felipe IV, el cual, derrotado, se vio forzado a la retirada. El ejército de Felipe IV se retiró y no volvería hasta diez años más tarde. Poco tiempo después de esta defensa victoriosa moriría Pau Claris.
La Guerra de los Treinta Años se finalizaría con el Tratado de Westfalia de 1648, mientras aún continuaba la guerra entre Francia y España. La presencia del hambre y la peste y la promesa de Felipe IV de respetar las instituciones catalanas pusieron fin a la sublevación de Cataluña en 1652. Con el Tratado de los Pirineos, por el que se firmó la paz entre ambos reinos, el territorio del Condado de Rosellón y la mitad norte del Condado de Cerdaña pasaron a depender de Francia.
El escenario es reivindicado en la actualidad como una de las principales proclamas del independentismo del siglo xxi.  Sin embargo, algunos autores han negado que haya continuidad entre el nacionalismo catalán, de raíz moderna y liberal, y la sublevación de Pau Clarís de 1641. Por ejemplo, el propio nacionalista catalán Antoni Rovira i Virgili afirmó que no eran los catalanistas «los herederos de 1640 y 1714», sino los carlistas.